# CF Montréal
Club de Foot Montréal eller i daglig tale CF Montréal er en canadisk professionel fodboldklub der til dagligt spiller i Major League Soccer. I 2015 var Montreal Impact den den anden MLS klub og den første canadiske klub til at nå finalen i CONCACAF Champions League.

## Historie
Oprindeligt blev Montreal Impact grundlagt i 1992 af ejeren Joey Saputo og spillede til dagligt i United Soccer League og senere i North American Soccer League. I 2010 fik Joey Saputo Major League Soccer franchise, og herefter blev det oprindelige Montreal Impact opløst og et nyt hold fik Impact navnet. 2012 var den første sæson for Montreal Impact i Major League Soccer. i 2021 fik klubben nyt navn og rebranded til Club de Foot Montréal.